# Крипецкое-2
Крипецкое-2 — деревня в Торошинской волости Псковского района Псковской области. Находится в 1 км к востоку от деревни Крипецкое-1 и в 5 км к северу от железнодорожной станции и деревни Торошино.
| 2001 | 2002 | 2010 |
| ---- | ---- | ---- |
| 135  | ↘113 | ↗122 |